# Incidente aereo di Bron del 4 agosto 1938
Il 4 agosto 1938 un bombardiere Amiot 143 dello Escadron d'Entraînement della base aerea 105 di Bron precipitò ad Bron in fase di atterraggio, con la morte di due membri dell'equipaggio.

## L'incidente

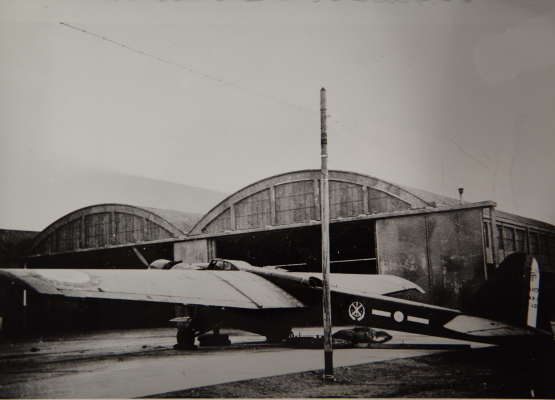
Un bombardiere Amiot 143 davanti ad un hangar.

Giovedì 4 agosto 1938, verso le 18:30, l'aereo da bombardamento Amiot 143 nº38 (codice 2), appartenente alla Escadron d'Entraînement della base aerea 105 di Bron decollò per una missione di addestramento. A bordo del velivolo si trovavano, in cabina di pilotaggio, il sergente maggiore della riserva Dieudet con al suo fianco il sergente pilota istruttore Herbepin, il tenente della riserva Jeannon, osservatore, e il sergente Roux, meccanico.
Al ritorno sul campo d'aviazione, durante la fase di atterraggio sulla pista sud, al sorvolo del sentiero di Saint Jean (oggi avenue Salvador Allende) l'aereo volava a una quota di 10 metri quando le due ruote del carrello di atterraggio del velivolo colpirono il bordo del marciapiede. L'ala destra colpì un pilone dell'elettricità e i fili del telefono furono strappati. Con un grande boato, l'aereo colpì la fattoria di Joseph Michel, e il motore a sinistra face crollare il muro dell'edificio all'altezza del primo piano.
Gli aviatori rimasero gravemente feriti e furono subito soccorsi: il tenente Jeannon decedette poco dopo il suo ricovero presso l'ospedale militare "Desgenettes" e il sergente Dieudet morì il giorno successivo. Il sergente maggiore Herbepin, sebbene gravemente ferito, si salvò, ed il sergente Roux, che ebbe la presenza di spirito di saltare fuori dall'aereo all'ultimo momento, riportò solo qualche livido. Madame Michel, 75 anni, che si trovava in una stanza della cascina, rimase lievemente ferita.

### Fonti
1. 1 2 3 4 5 6 7 8  Cercle Aeronautique Louis Mouillard.
2. 1 2 3  Tradition.